# Liste der Gerichte in Kampanien
Die Liste der Gerichte in Kampanien dient der Aufnahme der staatlichen italienischen Gerichte der ordentlichen und besonderen Gerichtsbarkeit in der Region Kampanien. Bis auf Weiteres sind nur Gerichtsorte angegeben.

## Ordentliche Gerichtsbarkeit
| Oberlandesgerichte | Nachgeordnete (Landes-)Gerichte    | Friedensgerichte |
| ------------------ | ---------------------------------- | --- |
| Neapel             | Avellino                           | Avellino, Cervinara, Lacedonia, Montoro, Sant’Angelo dei Lombardi                                                                 |
| Neapel             | Aversa („Neapel Nord“)             | Afragola, Aversa, Casoria, Marano di Napoli                                                                                       |
| Neapel             | Benevento                          | Airola, Ariano Irpino, Benevento, Guardia Sanframondi, Mirabella Eclano, Montesarchio, San Giorgio La Molara, Sant’Agata de’ Goti |
| Neapel             | Neapel                             | Barra, Capri, Ischia, Neapel, Portici                                                                                             |
| Neapel             | Nola                               | Marigliano, Nola, Pomigliano d’Arco, Sant’Anastasia                                                                               |
| Neapel             | Santa Maria Capua Vetere           | Arienzo, Carinola, Caserta, Piedimonte Matese, Pignataro Maggiore, Santa Maria Capua Vetere, Sessa Aurunca, Teano                 |
| Neapel             | Torre Annunziata                   | Sorrent, Torre Annunziata |
| Neapel             | Jugendgericht Neapel               | |
| Neapel             | Strafvollstreckungsgericht Neapel  | (Strafvollstreckungsstellen Avellino, Neapel, Santa Maria Capua Vetere)                                                           |
| Salerno            | Nocera Inferiore                   | Cava de’ Tirreni, Mercato San Severino, Nocera Inferiore, Sarno                                                                   |
| Salerno            | Salerno                            | Buccino, Eboli, Roccadaspide, Salerno, Sant’Angelo a Fasanella                                                                    |
| Salerno            | Vallo della Lucania                | Agropoli, Pisciotta, Vallo della Lucania                                                                                          |
| Salerno            | Jugendgericht Salerno              | |
| Salerno            | Strafvollstreckungsgericht Salerno | (Strafvollstreckungsstelle Salerno)                                                                                               |

Einige Gemeinden der Provinz Salerno, die an der Grenze zur benachbarten Region Basilikata liegen, fallen in den Zuständigkeitsbereich des Oberlandesgerichtssprengels Potenza und des Landesgerichtsbezirks Lagonegro (beide Basilikata). Die in Kampanien liegenden Friedensgerichte Polla und Sala Consilina sind daher dem Landesgericht Lagonegro nachgeordnet. Siehe auch Liste der Gerichte in der Basilikata.
Bei den Oberlandesgerichten (Corte d’appello) werden Schwurgerichte zweiter Instanz eingerichtet, bei den Landesgerichten Schwurgerichte. Bei Oberlandesgerichten gibt es Generalstaatsanwaltschaften, bei den Landesgerichten und Jugendgerichten Staatsanwaltschaften.
Bei den Oberlandesgerichten Neapel und Salerno sowie bei den Landesgerichten Neapel und Salerno bestehen Kammern für Unternehmens-, Urheberrechts- oder Handelssachen.

## Besondere Gerichte
- Regionale Verwaltungsgerichtshöfe (TAR) in Neapel und Salerno.
- Regionale Steuerkommission (Finanzgericht) in Neapel mit Außenstelle Salerno.
  - Fünf nachgeordnete Provinz-Steuerkommissionen in Avellino, Benevento, Caserta, Neapel und Salerno.
- Gericht für öffentliche Gewässer in Neapel (für Süditalien zuständig, ohne Sizilien und Sardinien).
- Militärgericht Neapel (für Süditalien zuständig, ohne Sardinien und Abruzzen).
- Außenstelle des Nationalen Rechnungshofes in Neapel (hat den Status eines Gerichts).
- Aufgaben der Verfassungsgerichtsbarkeit übernimmt das Verfassungsgericht in Rom.